# María O'Donnell
María O’Donnell (New Haven, Connecticut, Estados Unidos; 10 de abril de 1970) es una periodista, escritora, presentadora y politóloga argentina.
Actualmente conduce De acá en más en Urbana Play y Tarde para nada en Radio Con Vos.

## Biografía
Nació en Estados Unidos y radicada desde pequeña en la ciudad de Buenos Aires, es hija del politólogo Guillermo O'Donnell y sobrina del médico psiquiatra e historiador Pacho O'Donnell.
En 1992 obtuvo la Licenciatura en Ciencia Política en la Universidad de Buenos Aires, cursó la maestría en Relaciones Internacionales en la Facultad Latinoamericana de Ciencias Sociales (FLACSO) y tomó cursos de postgrado en la School of Advanced International Studies (SAIS) de la Universidad Johns Hopkins.
Fue seleccionada para participar de talleres de la Fundación Nuevo Periodismo Iberoamericano (FNPI) y en 2006 recibió una beca de investigación del Fund for Investigative Journalism.
Trabajó como periodista junto a Jorge Lanata, Ernesto Tenembaum, Magdalena Ruiz Guiñazú, Adolfo Castelo, Jorge Guinzburg y Marcelo Zlotogwiazda.
En una encuesta realizada en 2017 por la consultora "Poliarquía" entre 200 empresarios y académicos fue elegida como una de las diez periodistas más respetadas de la Argentina (Número 8). Asimismo volvió a ser elegida en la encuesta 2021
Actualmente, conduce su programa "De Acá en Más" (Lunes a Viernes - 6:00 a 9:00) por Urbana Play FM. Además, participa como columnista política en "Perros de la Calle".
Desde abril de 2021 comenzó su ciclo en CNN en Español, junto con Ernesto Tenembaum, con un programa de fin de semana: "Conecta2" (Sábado - 22:00).

## Trayectoria

### Televisión

#### América TV
- Día D (1996 - 2003)

#### TN
- De 19 a 21 (2008)

#### Canal 26
- DDT (2009 - 2010)
- 50 minutos (2014 - 2016)

#### C5N
- 50 minutos (2016)

#### Televisión Pública
- Ronda de editores (2016 - 2017)

#### LN+
- 50 minutos (2017 - 2019)

#### NET TV
- Corea del centro (2019 - 2020)
- RePerfilAr

#### Telefe
- MasterChef Celebrity Argentina (2021) - Participante (15.ª eliminada)
- MasterChef Celebrity Argentina: La revancha (2022) - Participante (4.ª eliminada)

#### CNN en Español
- Conecta2  (2021 - presente)

#### eltrece
- Los 8 escalones del millón (2021) - Jurado invitada

### Radio

#### Rock & Pop
- Rompecabezas (1994 - 1995)

#### Radio América
- El ventilador (1996 - 1998)

#### Radio Mitre
- Mirá lo que te digo (2003 - 2004)
- Vitamina G (2005)
- Hora pico (2006)

#### La 100
- El show de la noticia (2004 - 2005)

#### Radio Continental
- Magdalena tempranísimo (2007 - 2013)
- La mirada (2007 - 2008)
- La vuelta (2009 - 2015)
- María O'Donnell Continental (2016)

#### Metro 95.1
- Perros de la calle (2015 - 2019)
- De acá en más (2019 - 2020)

#### Radio con Vos
- Tarde para nada (2017 - presente)

#### Urbana Play FM
- De acá en más (2021 - presente)

CNN Radio Argentina
- La tarde de CNN (2021 - 2023)

### Medios gráficos
- 1992 - 1997: Página/12 (Sección política)
- 1999 - 2002: La Nación (Sección política y corresponsalía en Washington D. C.)
- 2002 - 2003: Revista TXT (Vicedirección)

## Premios
- Premio Martín fierro "Mejor Labor Periodística femenina" en radio FM 2024

- Premio Martín Fierro por "Mejor Labor Periodística Femenina" en Radio 2007.[5][6]
- Premio Martín Fierro por "Mejor Labor Periodística Femenina" en Radio 2008.[7][6]
- Premio Martín Fierro, por "Mejor Labor Periodística Femenina" en Radio 2015.[8][6]
- Premio Konex: "Diploma al Mérito" (Audiovisual) 2007.[9]
- Premio Eter por "Conducción Femenina" en AM 2010.[10]
- Distinción Hrant Dink 2011 del Consejo Nacional Armenio de Sudamérica.[11]
- Premio Eter a "Mejor Conductora" 2015.[12]
- Premio Konex: "Diploma al Mérito" (Investigación) 2017.[9]

## Libros
- "El aparato". Los intendentes del conurbano y las cajas negras de la política (periodístico). Buenos Aires: Editorial Aguilar, 2005.
- "Propaganda K". Una maquinaria de promoción con el dinero del Estado (periodístico). Buenos Aires: Editorial Planeta, 2007.[13]
- "Born". Buenos Aires: Editorial Sudamericana, 2015[14]
- "Aramburu". Editorial Planeta, 2020